# Soliskowa Przełęcz
Soliskowa Przełęcz (słow. Solisková štrbina, niem. Mittlere Soliskoscharte, węg. Közepső-Szoliszkó-csorba) – szeroka przełęcz położona na wysokości ok. 2285 m n.p.m. znajdująca się w Grani Soliska w słowackiej części Tatr Wysokich. Jej siodło oddziela Skrajną Soliskową Turnię od Małego Soliska. Soliskowa Przełęcz wyłączona jest z ruchu turystycznego, dla taterników jest łatwo dostępna zarówno od Doliny Furkotnej, jak i Doliny Młynickiej i stanowi dla nich dogodny dostęp do środkowej części Grani Soliska.

## Historia
Pierwsze wejścia turystyczne:
- Günter Oskar Dyhrenfurth i Hermann Rumpelt, 3 czerwca 1906 r. – letnie,
- Gyula Hefty i Lajos Rokfalusy, 25 marca 1913 r. – zimowe.